# MAP2K2
La MAP quinasa quinasa específica dual 2 (MAP2K2) es una enzima codificada en humanos por el gen MAP2K2.
Esta quinasa es una proteína quinasa específica dual, que pertenece a la familia de las MAP quinasa quinasas. MAP2K2 es conocida por desempeñar un papel crucial en la transducción de señales de factores de crecimiento mitógenos. Es capaz de fosforilar y activar a los complejos MAPK1/ERK2 y MAPK2/ERK3. La activación de esta quinasa es dependiente de fosforilación de Ser/Thr por MAP quinasa quinasa quinasas. La inhibición o degradación de esta quinasa parece estar implicada en la patogénesis de Yersinia y del carbunco.

## Interacciones
La proteína MAP2K2 ha demostrado ser capaz de interaccionar con:
- MAPK3[3][4][5]
- ARAF[6]